# Estação Ferroviária de Coevorden

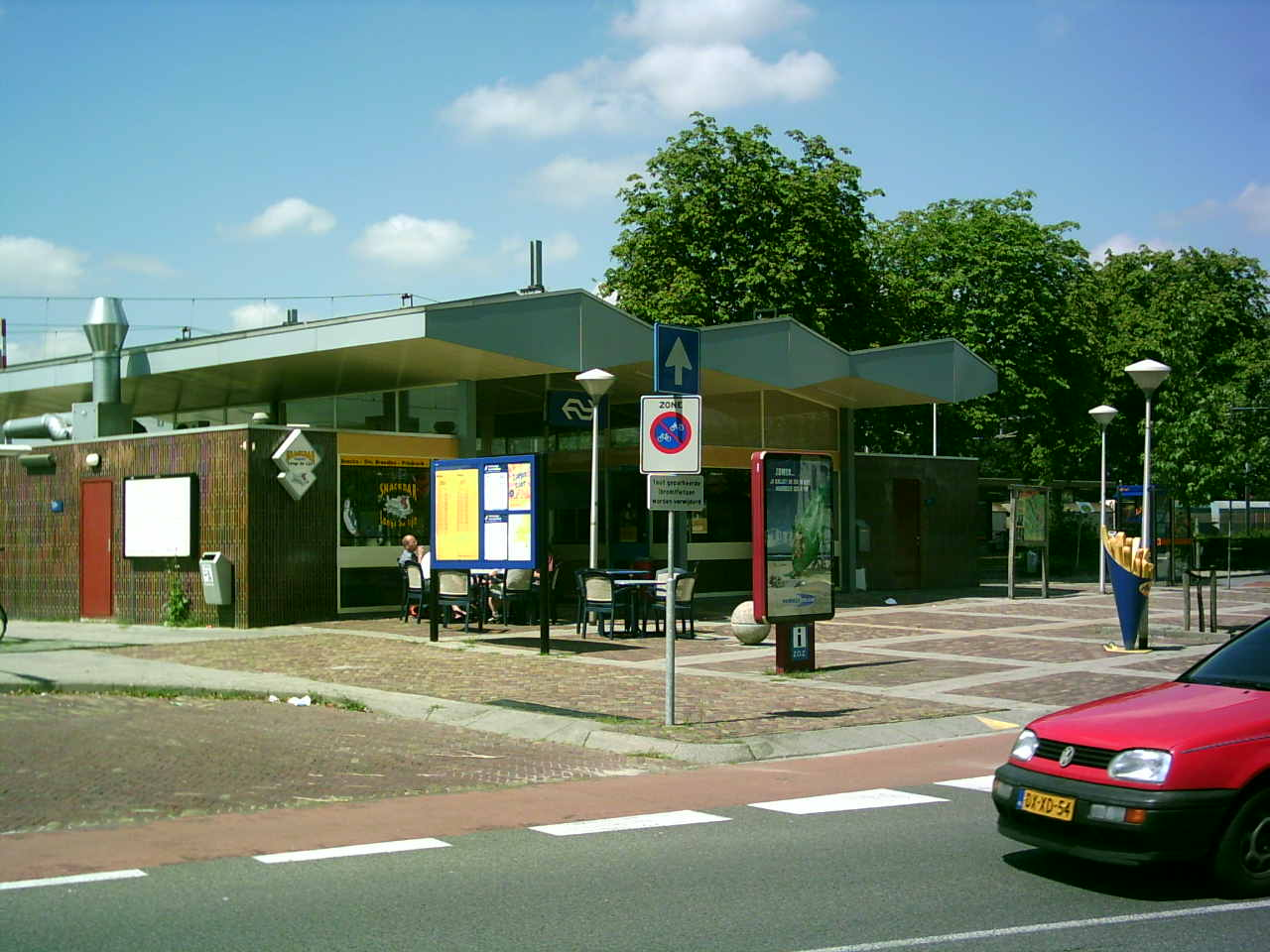

A Estação Ferroviária de Coevorden é uma estação ferroviária localizada no município de Coevorden, província de Drente, Países Baixos. Foi fundada em 1905, situada na linha entre Zwolle e Emmen. Atualmente, desempenha um papel importante devido ao acesso direto às ferrovias alemãs. Passou por uma fase de obras que foi completa em 2020.